# 陳思彤
陳思彤（Viviana Chen，1989年2月26日—），香港新晉女歌手，於2009年出道。

## 簡介
陳思彤在雲南昆明長大，從小就喜歡唱歌，早在2004年她在合唱團當領唱，在同年的10月已有機會代表中國青少年去維也納金色大廳演唱。

## 唱片
- 2009年12月4日 《ViVi陳思彤》

- 2010年9月1日 《陳李張王CD+DVD》

## 未收錄於個人專輯的歌曲
- 我的愛傷了風（陳思彤、王柯淇 合唱）
- 夜光
- 一人有一個夢想
- 祖國兒女
- 浮誇
- 海闊天空
- 夜蝶

## 獎項
- 新城勁爆頒獎禮2009 ── 新城勁爆合唱歌曲《世間始終你好》（與小肥合唱）、勁爆新登場海外歌手
- 新城勁爆頒獎禮2012 ── 新城勁爆改編歌曲《一人有一個夢想》

## 外部連結
- VIVI blog[]